# Teleférico de Grenoble Bastille

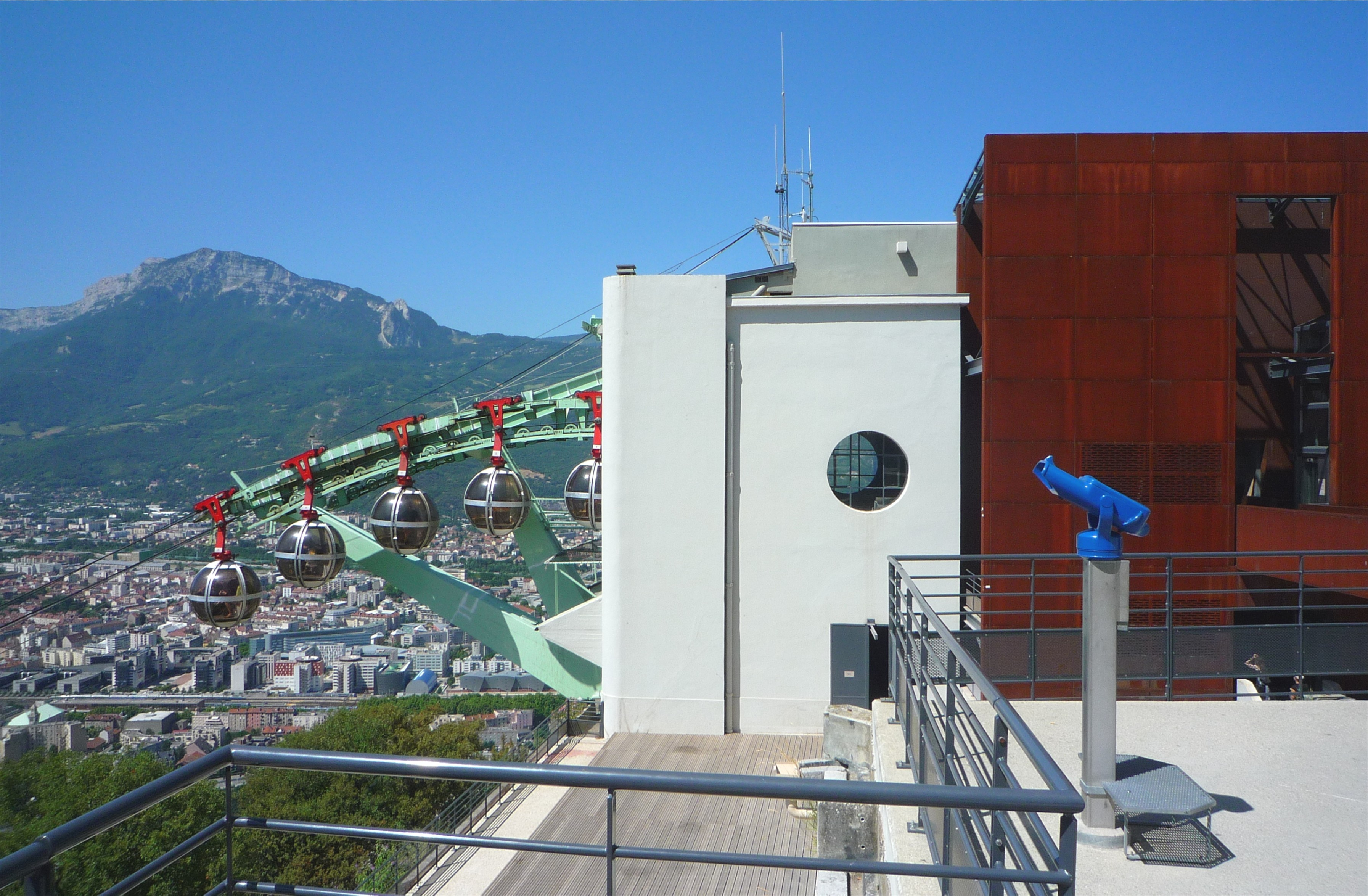
Las «burbujas» en la parte superior

El teleférico de Grenoble Bastille es un medio de transporte de carácter turístico, inaugurado el 29 de septiembre de 1934 en la ciudad de Grenoble.
El viaje comienza en el centro de la ciudad y termina sobre la Bastilla.

## Historia
En 1934, el transporte por cable ya no era una innovación. El teleférico a la Aiguille du Midi se había inaugurado hacía diez años, el de Salève dos años antes, y había muchos otros en Europa. En Grenoble, también, desde 1875, un transporte por cable unía el monte Jalla y el área alrededor de la Puerta de Francia, en exclusiva para la explotación de la piedra caliza utilizada en la industria de cemento.
En Grenoble, el deseo de apertura y expansión de la ciudad se realizó por su alcalde, Paul Mistral, que organizó con éxito la Exposición Internacional de la hidroelectricidad en 1925, y adquirió el terreno para el futuro aeropuerto de la ciudad, y se reflejó en 1930 con el vicepresidente de la Cámara de industria turismo, Paul Michoud, sobre la posibilidad de dar su ciudad del primero teleférico urbano. Naturalmente, el sitio de la Bastilla con vistas a la zona de Grenoble fue seleccionado para convertirse en una atracción turística. El sitio y su fuerte fortificado un siglo antes por el general Haxo no sólo ofrecía la oportunidad de visitar un antiguo fuerte, sino gracias a un promontorio natural, un panorama de 300°.
Este proyecto tomó forma el 21 de junio de 1930 en una reunión del consejo municipio en que Paul Mistral dio los detalles del proyecto. Pero este último no tuvo tiempo de ver su sueño hecho realidad, murió repentinamente el 17 de agosto de 1932. Fue su sucesor, Léon Martín, quien abrió el 29 de septiembre de 1934 este prestigioso equipamiento ante una multitud enorme. Ese día, alrededor de las 15:45, se oyó un tono breve, y las cabinas prevalecen en el cielo con un desfile de personalidades, entre ellos los senadores Joseph Vallier, Léon Perrier, Joannes Ravanat y los concejales Perrot, Didier. Dos años más tarde, el teleférico, llamado la cadena, vio su verdadera consagración cuando el presidente Albert Lebrun visitó las instalaciones.

## Estaciones

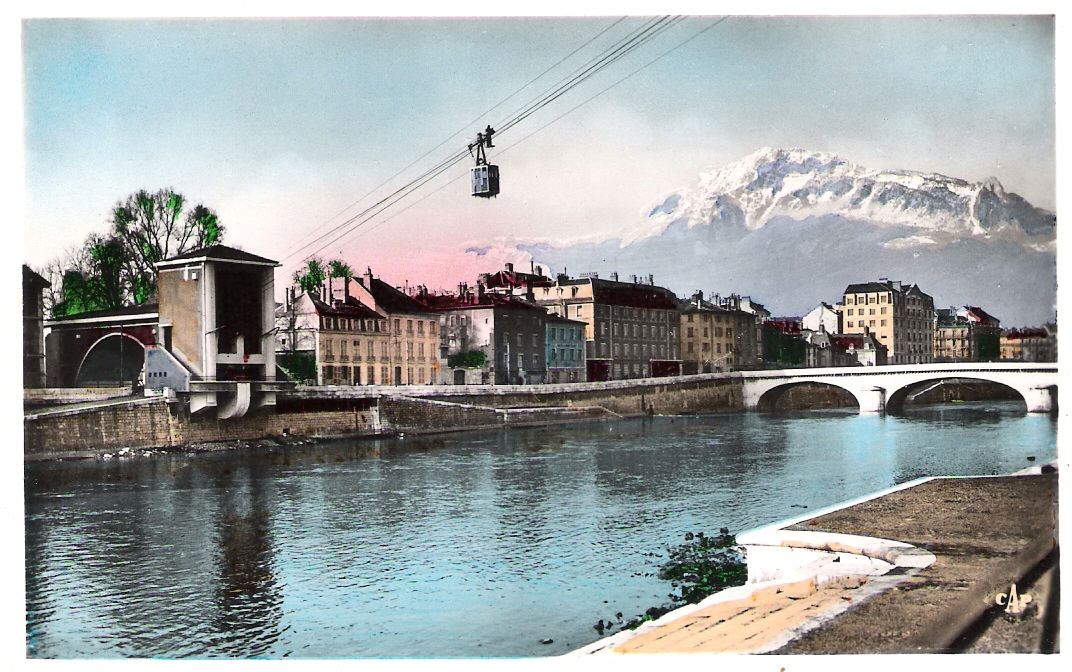
Baja estación en 1934

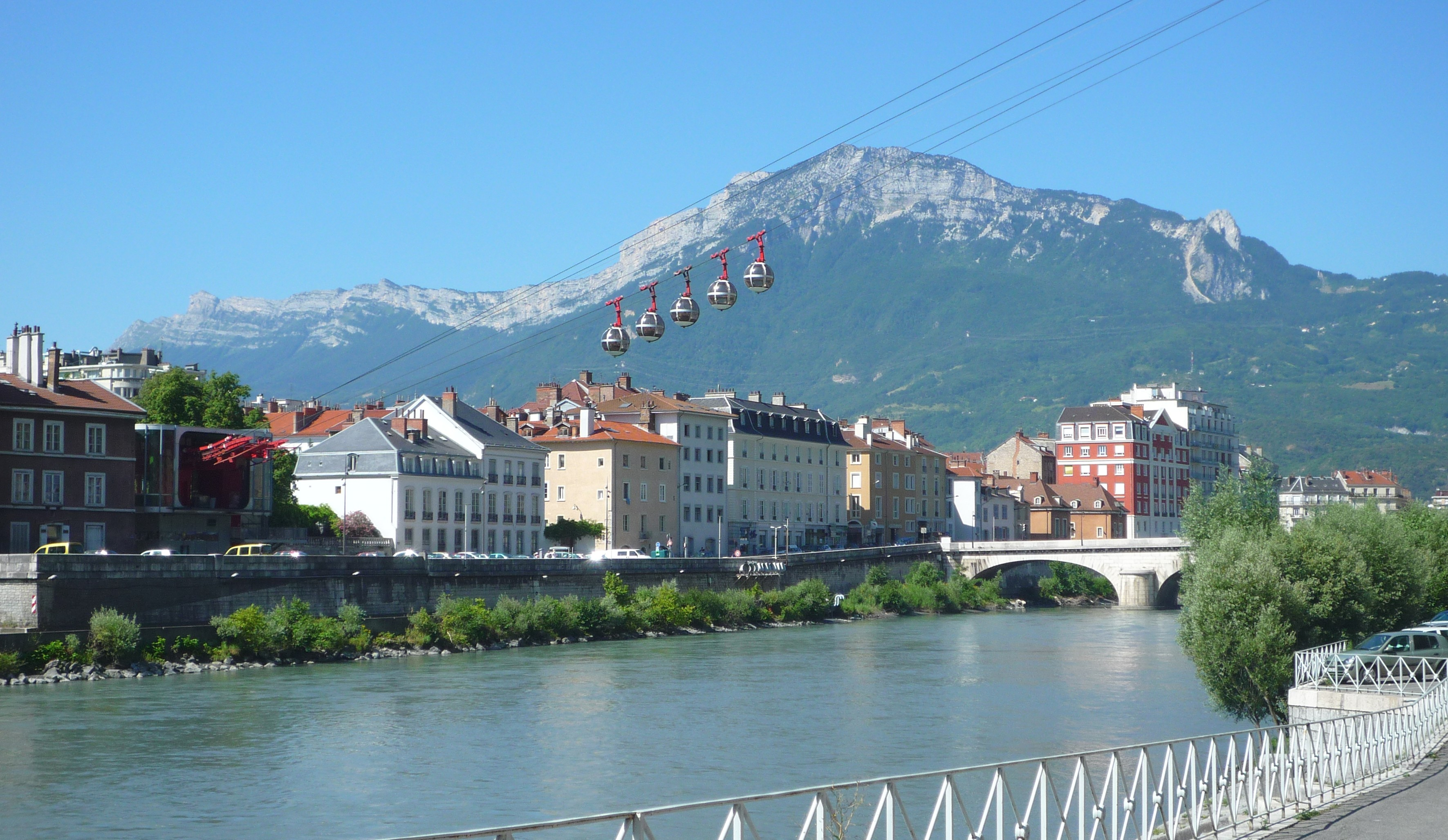
Baja estación hoy

El arquitecto Jean Benoit que firma los planes de las dos estaciones. La finalización de la obra está a cargo del consorcio franco-alemana Bleichert, Neyret-Beylier, Pará y Milliat. La ubicación de la estación superior no es un problema, debe estar cerca de los cuarteles de Fort de la Bastille, que luego se transformó en un restaurante. A continuación, la ubicación de la estación base se situará entre el jardín de delfines cerca de la plaza y los alrededores del jardín de ciudad. Esto finalmente cerca del jardín de ville (Jardín de ciudad) que se levantará la estación inferior, a orillas del Isère. Recordando la arquitectura de la Torre de l'Isle situado a 300 metros aguas arriba de la estación de salida, con su techo con cuatro lados está conectada por un puente de arco cubierto en el otro lado del muelle Stéphane Jay.
En el año 1959, una forma circular más grande se agrega a la estación inferior, sirve como una sala de espera con capacidad para cien personas.
En el año 1975, la municipalidad de Grenoble decidió demoler y reconstruir una nueva estación de abajo. La modernización se ha convertido en indispensable, envejecimiento de los equipos y la asistencia redujo finalmente convencer a la municipalidad a este trabajo. Los cables portadores, en 1967, sin embargo, se conservan. Este estudio de arquitectura de Grenoble, Groupe 6, que está destinada a la construcción del nuevo edificio. El trabajo de cableado, la cabina se confían a la empresa Poma, y se realizan en menos de un año. Inaugurado en septiembre de 1976, una nueva estación con paredes de vidrio a la imagen de las nuevas cabinas, ahora se apoya en el otro lado del muelle Stephane Jay.
Un pilar central que contiene los motores está coronada por una estructura de metal y vidrio en forma de cubo. Por su parte, la estación superior no se cambia en su arquitectura, sino que debe ser ajustado para acomodar la nueva maquinaria del sistema de rotación continua, así como dos enormes contrapeso de 46 toneladas cada uno los cables portadores, y, finalmente, el contrapeso de 24 toneladas del cable tractor.
En septiembre de 2005, un nuevo progreso que se haga por la plena accesibilidad de las instalaciones para las personas con discapacitados, y les permite utilizar el teleférico para visitar todo el fuerte de la Bastille. El fuerte mismo está equipado con un ascensor.

## Las cabinas

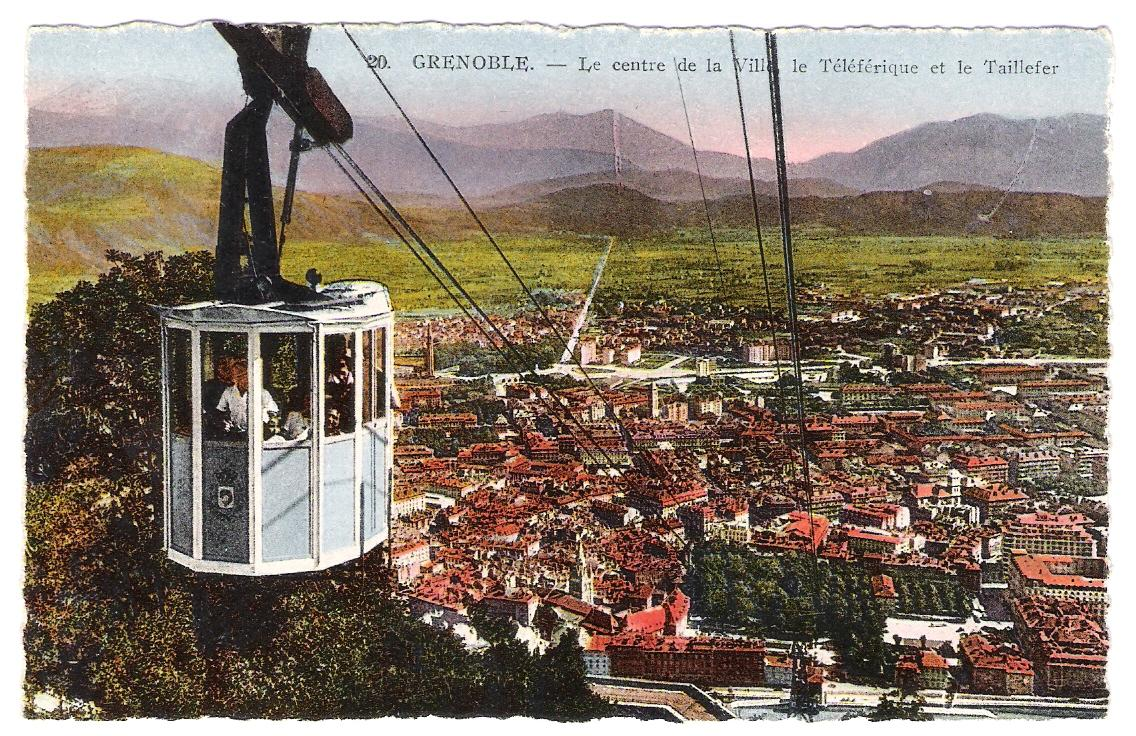
Cabinas azules de 1934 a 1951

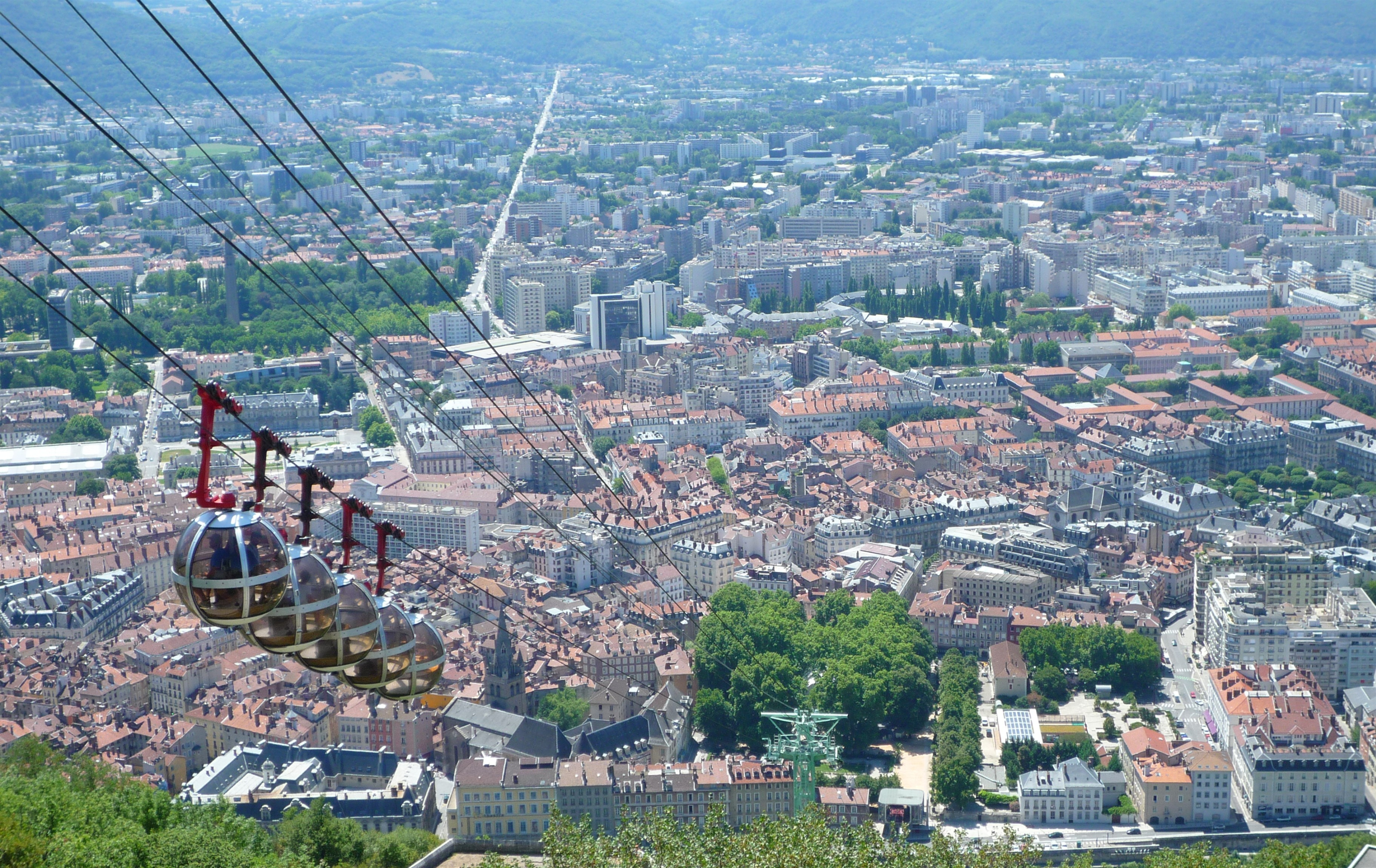
Teleférico corriente (Las burbujas)

En su inauguración en 1934, el teleférico utiliza dos cabinas azules dodecagonal (12 lados). Son las cabinas de la empresa alemana Bleichert, con una capacidad de 15 personas cada viaje, el operator del teleférico incluido. Operan en el principio de un lado a otro: uno sube el otro baja, cada uno en su propio cable portadore.
En marzo de 1951, las dos cabinas fueron reemplazadas por cabinas de pintado de verde, pero tendrá pronto los colores amarillo y rojo de la ciudad. Cajas de cristal con esquinas redondeadas, que son fabricados por la carrocería de Henri Crouzier de Moulins y puede acomodar a 21 personas cada uno. Son de alto perfil con los comienzos de cartas postales en color y durante los juegos olímpicos de 1968.
En septiembre de 1976, tras varios meses de interrupción causada por la construcción de una nueva estación inferior, cabinas de vidrio en forma de esfera están instalados. Fabricado por la empresa Poma de Grenoble, son rápidamente apodado las burbujas. Capaz de alojar hasta 6 personas por la burbuja, hay 3 burbujas inicialmente, luego se van a 4 en invierno y 5 en verano. El teleférico se convierte en télépulsé, es decir, pasar de un movimiento adelante y atrás en un movimiento continuo rotatorio con una desaceleración de los cabinas, cuando pasando en la estación. Su inauguración, el 18 de septiembre de 1976, tendrá una repercusión mediática que no habría imaginado los iniciadores del teleférico. Alrededor de las 16:00 horas, un descarrilamiento se produce en la estación inferior, justo por encima del Río Isère. Informada por la radio y el Informativo televisivo a las 20:00, una gran multitud se había reunido a lo largo de las orillas del Isere para ver el rescate de los ocupantes.
Un ballet del helicóptero de la Protección Civil entrega los ocupantes de las cabinas aguas arriba, y una vaina de auxilio se utiliza para cabinas bloqueadas aguas abajo por encima del Isère. El rescate termina a las 20:45 horas sin causar daños. Este evento es, afortunadamente, el único disfunción en la historia del teleférico. Desde entonces, las normas de seguridad han mejorado. Las inspecciones de los equipos están hechos con diferentes frecuencias y cada año durante veinte días en enero, la empresa del teleférico cierra para realizar los controles de seguridad y simulacros.

## Cifras
- Desnivel: 266 m. (Altitudes de 216 a 482 m)[4]
- Longitud: 700 m.
- Velocidad: 0 a 6 m / s
- El tiempo de viaje: variable, entre 3 y 4 minutos
- 1 torre de 23,5 m., ubicado a dos tercios de la distancia desde la parte inferior
- Potencia del motor: 254 CV (187 kW)
- 4 000 horas de apertura al año (media de teleférico en Francia: 1 200 horas)
- Asistencia:[5] 277 202 usuarios en 2008, 290 000 usuarios en 2009,[6] 325 000 usuarios en 2011[7]